# Analizator gazu alfa-jonizujący

Schemat działania analizatora gazu alfa – jonizującego na przykładzie wykrywacza dymu. a) w obu komorach znajduje się ta sama mieszanina (czyste powietrze). Sygnał z komparatora wynosi 0, gdyż poziom jonizacji w obu komorach jest taki sam. b) do komory otwartej, pomiarowej, dostaje się dym. Zmniejsza on jonizację w komorze. Sygnał wyjściowy jest różny od zera, gdyż jonizacja w obu komorach jest różna. Sygnał ten może być wykorzystany do włączenia, np. syreny.

Analizator gazu alfa-jonizujący – przyrząd wykorzystujący emisję i pochłanianie cząstek α w celu wykazywania różnic w składzie dwóch mieszanin gazowych (wzorcowej i badanej). Zbudowany jest z dwóch oddzielnych komór jonizacyjnych, źródła (źródeł) promieniowania i części rejestrującej. Jedną z komór, hermetyczną, wypełnia mieszanka wzorcowa, czyli o znanym składzie. Drugą, mieszanina badana. Wyjścia komór pracują w układzie kompensacyjnym, tzn. prąd rejestrowany jest równy zeru, gdy oba gazy są jednakowe – obie komory są jonizowane tak samo przez cząstki α. Gdy zmieni się skład mieszanki badanej, zmieni się także wielkość jonizacji powodowanej przez cząstki α, a to pociągnie za sobą wygenerowanie sygnału przez układ kompensacyjny (prądy jonizacji z komór nie będą sobie równe).
Analizatory takie najczęściej służą do wykrywania dymu, lub innych gazów (np. metanu) w powietrzu. Najczęściej stosowanym źródłem cząstek α jest radioizotop Ameryk-241.